# لیبوابازوف
لیبوابازوف (به لاتین: Leyboabazov) یک منطقهٔ مسکونی در روسیه است که در آدیغیه واقع شده‌است.